# Emil Cederlöf
Emil Johan Cederlöf, född 11 september 1891 i Adolf Fredriks församling i Stockholms stad, död 9 januari 1981 i Maria Magdalena församling i Stockholms stad, var en svensk militär.

## Biografi
Efter studentexamen vid Högre realläroverket å Östermalm i Stockholm 1909 avlade Cederlöf sjöofficersexamen vid Kungliga Sjökrigsskolan 1912, varefter han samma år utnämndes till underlöjtnant vid kustartilleriet. Han befordrades till löjtnant 1916, studerade vid Kungliga Sjökrigshögskolan 1919–1920, tjänstgjorde vid ett franskt järnvägsartilleriregemente 1920–1921 och gick Artillerikursen vid Kungliga Sjökrigshögskolan 1921–1923. Åren 1923–1927 var han kadettofficer vid Sjökrigsskolan och 1926 befordrades han till kapten. Han tjänstgjorde 1931–1939 vid Vaxholms kustartilleriregemente: som chef för 3. kompaniet 1931–1932, som chef för 5. kompaniet 1932–1936, som chef för Sjöfrontsartilleriskolan och Underbefälsskolan 1935–1939 och som chef för III. bataljonen 1936–1939. Han befordrades 1935 till major och var 1940 till överstelöjtnant. År 1941 befordrades han till överste, varpå han var chef för Gotlands kustartilleriförsvar med Gotlands kustartillerikår 1941–1947 och chef för Vaxholms kustartilleriregemente 1947–1951.
Cederlöf var adjutant hos kung Gustaf V från 1935 och överadjutant från 1941.
Emil Cederlöf var son till korsångaren Otto Cederlöf och Carolina Hult. Han gifte sig 1921 med Gerd Wibom (1899–1966), dotter till överstelöjtnant Axel Wibom och Thyra Amundson. Han var far till Ingegerd (1929–2012), Sven (1930–1982) och Birgitta (1932–2024). Emil Cederlöf är begravd på Solna kyrkogård.

## Utmärkelser
Cederlöfs utmärkelser:
- Minnestecken med anledning av Konung Gustaf V:s 90-årsdag (GV:sJmtll).
- Minnestecken med anledning av Konung Gustaf V:s död (GV:sMt).
- Kommendör av 1. klass av Svärdsorden (KSO1kl).
- Riddare av Finlands Vita Ros’ orden (RFinlVRO).
- Riddare av Hohenzollerska husorden (RHohHO).